# Famille de Pechdo
 (mars 2023).
Si vous disposez d'ouvrages ou d'articles de référence ou si vous connaissez des sites web de qualité traitant du thème abordé ici, merci de compléter l'article en donnant les références utiles à sa vérifiabilité et en les liant à la section « Notes et références ».
La famille de Pechdo est une famille noble française originaire du Quercy méridional, dans le Tarn-et-Garonne.

## Histoire
Cette famille, dont le nom s'est écrit successivement Poidoa, Puygdoa, Podium-dunum, Pueghdoa, Pechdun et Puechdou et enfin Pechdo (Mont-Do en français), a vécu jusqu'au XVIIIe siècle dans la région de Puylagarde (Tarn-et-Garonne), en Quercy, qui fut son berceau[réf. nécessaire].
La plus ancienne mention de la famille Pechdo figure dans la donation faite par Bernard de Poidoa et sa femme de leurs biens et de la dîme féodale au moment de la fondation de l'Abbaye de Loc-Dieu, près de Villefranche-de-Rouergue, en 1124[réf. nécessaire].
Jusqu'en 1740, la famille de Pechdo habita sans interruption le château de Labarthe, à Vidaillac, chatellenie de Caylus (Tarn-et-Garonne)[réf. nécessaire].

## Filiation
- Jean de Pechdo, seigneur de Labarthe, à Vidaillac, en 1457.
- Pierre de Pechdo, testa en 1575 à Wellin, dans l'actuelle Belgique.
- Antoine de Pechdo, marié à Anne de Roquefeuil, blessé mortellement devant Puylaroque lors des guerres de Religion, son testament fut ouvert en 1588.

## Terres
Cette famille a possédé les seigneuries de Labarthe, la seigneurie de Vidaillac, par achat au XVIe siècle à l'Abbaye Saint-Pierre de Marcilhac-sur-Célé, et Puylagarde, ainsi que d'Eisols, de Labatude, de Lapoujade en Quercy, la coseigneurie de Balaguier et du repaire du Causse en Rouergue[réf. nécessaire].
Une branche s'est fixée près de Villefranche-de-Rouergue où elle possédait la seigneurie d'Ols-et-Rinhodes[réf. nécessaire], qui passa ensuite aux Guérin. Le château d'Ols, disparu, se trouvait près de l'église ; il a été relevé au XIXe siècle.[réf. nécessaire].

## Alliances
Les principales alliances de cette famille sont avec les familles : (vers 1250) de Gourdon des Arcs et de Cénevières ; (en 1296) de Rouget, de Bar (en Rouergue) ; (en 1467) de Lom, de Castanède, de Roquefeuil ; (en 1605) du Mas-Viel ; (en 1638) del Fraisse ; (en 1696) Hébrail du Mazuc.

## Armes
- Branche aînée de Labarthe : D'azur au lion d'argent accosté de huit besans de même, posés en pal, quatre de chaque côté[2],[1].

Les Archives départementales du Lot disent un lys d'argent, que l'on retrouve chez Pierre de Pedo (sic) de Puylgarde et qui sont enregistrées à l'Armorial général de France.
- Branche cadette de Puylagarde : D'azur au lys d'argent au naturel et huit besans de même, posés en pal, quatre de chaque côté.[1]